# Naoto Kamifukumoto
Naoto Kamifukumoto (født 17. november 1989) er en japansk fodboldspiller, som spiller for den japanske fodboldklub Tokyo Verdy.